# Череа
Череа (італ. Cerea, вен. Cerea) — муніципалітет в Італії, у регіоні Венето, провінція Верона.
Череа розташована на відстані близько 390 км на північ від Рима, 95 км на захід від Венеції, 32 км на південний схід від Верони.
Населення — 16 456 осіб (2014).
Щорічний фестиваль відбувається 21 травня. Покровитель — святий Зенон.

## Демографія
Населення за роками:

Станом на 1 січня 2023 року в муніципалітеті офіційно проживало 1515 іноземців з 64 країн, серед них 473 громадяни країн Євросоюзу та 38 громадян України.

## Уродженці
- Джузеппе Форлівезі (*1894 — †1971) — колишній італійський футболіст, фланговий півзахисник.

## Сусідні муніципалітети
- Анджарі
- Бергантіно
- Боволоне
- Казалеоне
- Конкамаризе
- Леньяго
- Мелара
- Остілья
- Сан-П'єтро-ді-Морубіо
- Сангуїнетто